# La séptima víctima
La séptima víctima (en inglés The Seventh Victim) es una película estadounidense de 1943 dirigida por Mark Robson y protagonizada por Tom Conway, Jean Brooks, Isabel Jewell, Kim Hunter (en su debut cinematográfico) y Hugh Beaumont.

## Sinopsis
Cuando su hermana mayor desaparece, Mary Gibson (Kim Hunter) decide abandonar el pueblo donde reside para ir en busca de Jacqueline en la vasta ciudad de Nueva York. Sola y desamparada en una metrópoli de miles de habitantes, Mary no sabe por dónde empezar su búsqueda. Finalmente, con la ayuda de su ex cuñado y de un reconocido psiquiatra, la joven descubre horrorizada el verdadero secreto que se esconde tras la desaparición de su hermana.

## Reparto
- Kim Hunter como Mary Gibson.
- Hugh Beaumont como Gregory Ward.
- Tom Conway como Doctor Louis Judd.
- Jean Brooks como Jacqueline Gibson.
- Isabel Jewell como Frances Fallon.
- Evelyn Brent como Natalie Cortez.
- Elizabeth Russell como Mimi.
- Marguerite Sylva como Mrs. Bella Romari (sin acreditar)